# Metalurgia sican
Se conoce a la Metalurgia lambayeque o sicán como el conjunto de procesos desarrollados por la Cultura lambayeque para la minería, fundición y orfebrería en la elaboración de objetos metálicos, este conjunto de procesos es único en la arqueología sudamericana en lo que es el único proceso de Cadena operativa para la industria de los metales anterior al período Incaico. El conjunto de cada una de las partes de este proceso se ha identificado en el Complejo Arqueológico Batán Grande (Sicán) en el Santuario histórico Bosque de Pómac en la provincia de Ferreñafe, Departamento de Lambayeque, Perú.

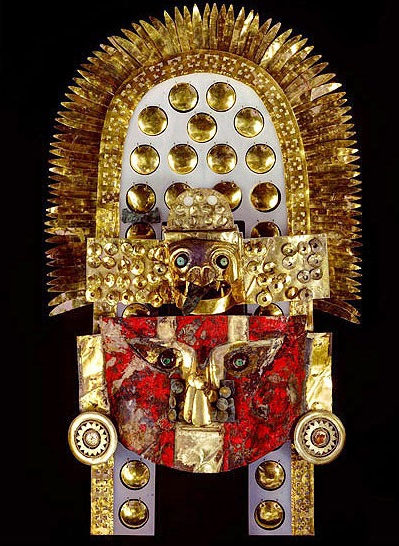
Máscara funeraria lambayeque con tocado, ambos en oro, expuesta en el Museo Nacional Sicán en Ferreñafe.

Es tal la importancia de la industria metalúrgica desarrollada por los lambayeque que investigadores como Anne Marie Hocuenghem consideran que en este período y en las zonas donde se desarrolló la cultura lambayeque, se llegó a una Edad del Bronce Americana, ya que la gran cantidad de herramientas agrícolas fabricadas de metal impulsaron un cambio en la sociedad y en el ambiente (Por ejemplo la posibilidad de arar tierras que antes no se podían, o de abrir nuevos canales de irrigación) sin precedentes en la historia de la Civilización andina.
La metalurgia lambayeque o sicán, no se puede entender como un proceso aislado, sino todo un sistema productivo compuesto por tres procesos principales entrelazados:

## La minería
La minería Sicán no tiene grandes cambios tecnológicos frente a las herramientas o técnicas usadas durante al menos mil años antes, como lo evidencia el caso del Hombre de Cobre,  martillos de piedra con mangos de madera, barretas de palos de algarrobo y astas de venado eran usados para extraer el mineral de minas de poca profundidad en los cerros aledaños al Complejo de Batán Grande, extraían minerales como la malaquita, Arsenopirita o Escorodita con contenidos en cobre y arsénico, materiales clave para la fundición del cobre arsenical, además tenían algún tipo de bolsa para recolectar lo extraído y posiblemente también cántaros con agua.
Las minas registradas de Cerro Blanco o Cerro Mellizo estaban implementadas en sus alrededores con edificios para un primer procesamiento de los minerales, corrales para los camélidos de carga y tal vez aún más importante caminos, implementados para conectar las minas con centros poblados y centros de fundición, estos caminos aún existen. y son lo suficiente grandes para grupos pequeños de personas con animales de carga

## La Fundición
Esta era realizada en edificios completamente habilitados para este propósito, eran espaciosos, en zonas expuestas a corrientes de aire, con pequeños hornos de arcilla en forma de pera, no estaban cerca a centros poblados por la polución que estos debieron emanar en los momentos de mayor intensidad de producción. Además de los hornos, los fundidores soplaban cañas huecas con una punta de arcilla llamada tobera, estás estrechaban la salida del aire para alimentar de aire el fuego, estas toberas tenían tamaños estandarizados al igual que la longitud de las cañas, para llegar a la temperatura necesaria para fundir los metales era necesario que varias personas empleen varias toberas a la vez para un solo horno, por lo que esta actividad requería un número mayor de personas que la minería.
Los minerales con cobre y arsénico eran sometidos a un primer procesamiento en frío con moledores de piedra, luego eran calentados junto con un fundente (usualmente hematita) y se pasaba a separar la escoria de los pequeños fragmentos de metal mediante una segunda molienda, esos fragmentos de metal son luego calentados nuevamente y vertidos en moldes para formar lingotes discoidales.
Estos lingotes podían ser intercambiados como materia prima o podían pasar por un taller orfebre, donde serían convertidos en objetos finales.

### Uso de Combustible
Durante el periodo Sicán se dio un uso racional de los recursos renovables, a pesar de que se estima que tenían a su disposición una gran cantidad de recursos madereros, los fundidores usaban carbón vegetal de ramas secas y muertas de madera de algarrobo que crece naturalmente en la zona, esto se descubrió a través de los estudios antracológicos y etnoarqueológicos de David Goldstein en el sitio de Huaca Sialupe , cercano a la zona de Batán Grande.

## El proceso de Orfebrería-Herrería
Esta se trabajaba en talleres especializados, podía ser una orfebrería que haga joyas o herreros que trabajen el cobre arsenical para crear herramientas u objetos útiles.
En ambos casos las herramientas usadas en el proceso no diferían mucho de las usadas en un taller de fundición, cambiaban el tamaño, tanto de los hornos como que los martillos y el emplazamiento, estos talleres podían estar cerca de las ciudades sin afectar el modo de vida de las personas alrededor, los orfebres además pueden usar como talleres sus casas, ya que se han encontrado en el bosque de Pomac, talleres con zonas de consumo de alimentos y descanso, algo muy diferente a las zonas donde se extraía el mineral y se fundía.

## Máscara funeraria lambayeque

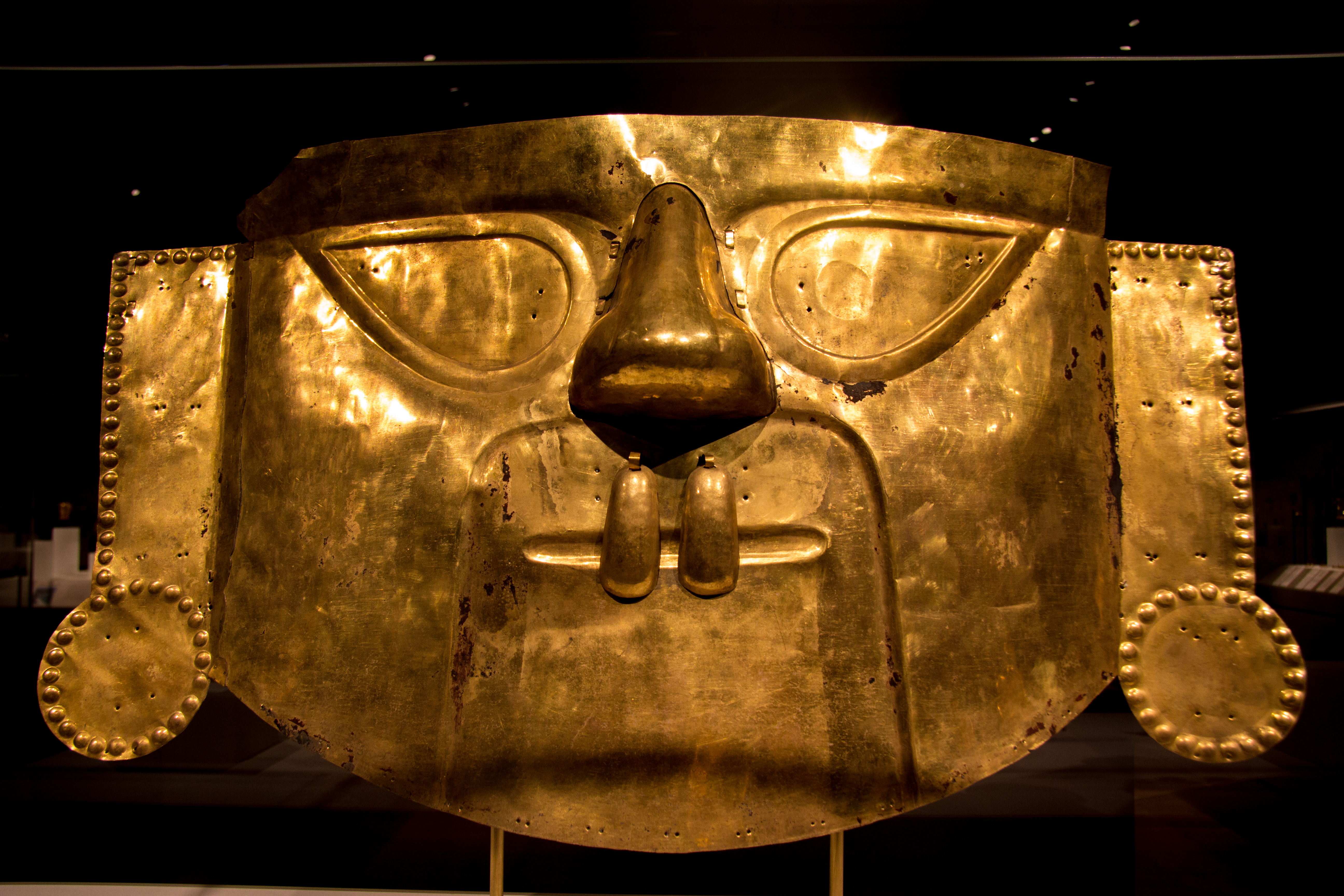
máscara funeraria elaborada en oro

Es una pieza de orfebrería con fines ceremoniales que se ha encontrado en las tumbas de la élite lambayeque como el señor de Sicán. Se solían elaborar en oro y recubrir en cinabrio para darle una coloración externa rojiza.

## Tumi lambayeque de oro

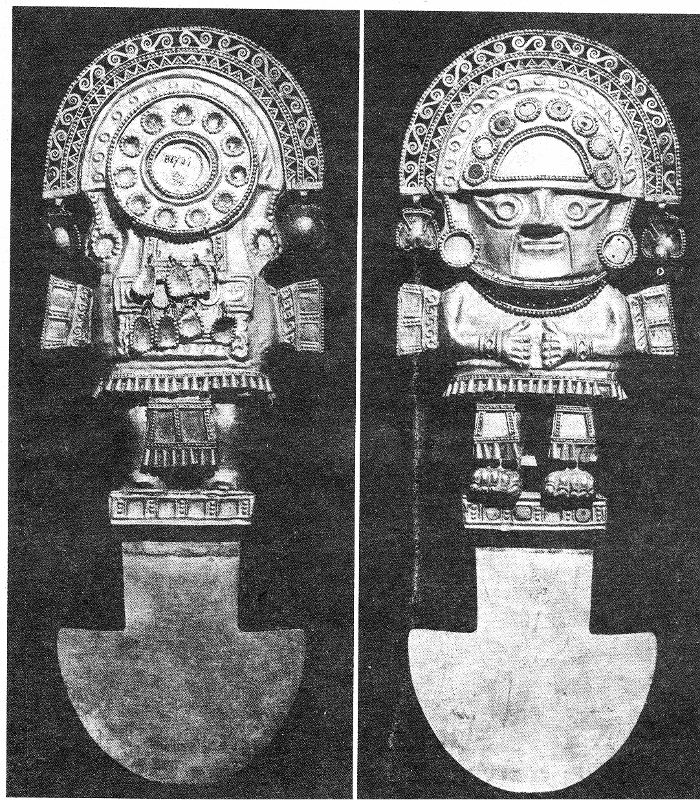
imagen del famoso tumi de oro

Fue un cuchillo o hacha ceremonial elaborado en oro y piedras preciosas, el ejemplar más famoso elaborado por esta cultura conocido también como "tumi de oro" o el "cuchillo de íllimo", fue robado del Museo Nacional de Antropología de Lima y fundido en 1981. Sin embargo, existen otros ejemplares similares en museos nacionales o colecciones privadas.